# Burg Burglengenfeld

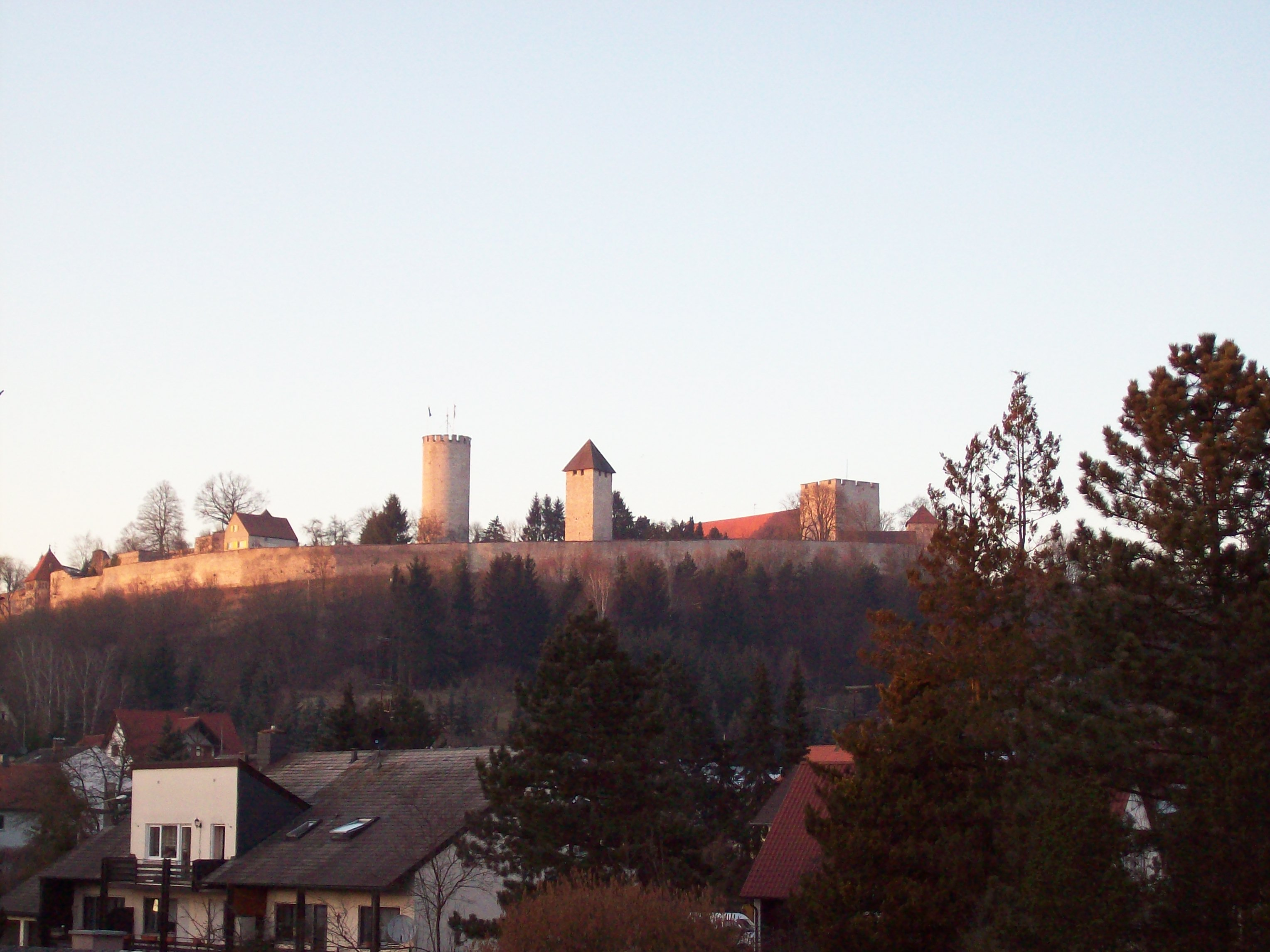
Panorama der Burganlage

Die Burg Burglengenfeld oder historisch Burg Lengenfeld ist eine Höhenburg auf 427 m ü. NN oberhalb der heutigen Stadt Burglengenfeld in der Oberpfalz.
Sie ist „Bayerns besterhaltene Burganlage“ der Salierzeit.
In der in Privatbesitz befindlichen Anlage ist heute ein „heilpraktisches Zentrum“ untergebracht. Die Anlage wird als Bodendenkmal unter der Aktennummer D-3-6738-0206 im Bayernatlas als „archäologische Befunde des Mittelalters und der frühen Neuzeit im Bereich der Burganlage Burglengenfeld“ geführt. Ebenso ist sie unter der Aktennummer D-3-76-119-1 als denkmalgeschütztes Baudenkmal von Burglengenfeld verzeichnet.

## Geschichte der Burg
Der heute sichtbaren steinernen Burg ging vermutlich ein Erdwerk aus Wällen und Palisaden voraus. Erste Hinweise auf die Herren von Lengenfeld, bzw. auf die nach aktueller Terminologie sogenannten Herren von Pettendorf, Lengenfeld und Hopfenohe, sind für das 9. und 10. Jahrhundert noch ungesichert, urkundlich nachgewiesen sind diese für die Zeit ab 1050. Unter ihnen dürfte um 1100 zunächst der zentrale Rundturm und die Ringmauer mit Toranlage erbaut worden sein. 1119/1120 stirbt Graf Friedrich III. von Lengenfeld, woraufhin die Burg an die Wittelsbacher fällt. Insbesondere Pfalzgraf Otto V. von Bayern ließ kurz nach dem Erwerb die Burg weiter verstärken und dürfte so auch den Sinzenhofer Turm zur Sicherung der Toranlage erbauen lassen haben. Nachdem die Burg im Landshuter Erbfolgekrieg beschädigt worden war, wurde sie dem dann neu geschaffenen Wittelsbacher Herzogtum Pfalz-Neuburg zugeschlagen. 1777 beerbte die Linie Pfalz-Neuburg die bayerische Linie des Hauses Wittelsbach, die Burg war damit im Besitz des bayerischen Herzogs.
1806 wurde nach dem Verkauf der Anlage mit deren Abriss begonnen, dem unter anderem die Kernburg zum Opfer fiel.
1814 wurde dieser allerdings auf Veranlassung des Kronprinzen Ludwigs I. wieder gestoppt.
1967 kaufte Erich Heuser die Burg und richtete dort ein „heilpädagogisches Zentrum“ ein.

## Beschreibung
Die Burganlage liegt auf einem Bergrücken. Die gesamte Anlage umfasst etwa 1,8 bis 2,36 Hektar.
Die erhaltenen Teile dieser Anlage umfassen zum einen zwei Wohntürme, einen zentralen Rundturm, den so genannten „hohen, runden Turm“ sowie den rechteckigen, „Sinzenhofer Turm“, beide vermutlich aus salischer Zeit, damit wären sie Bayerns besterhaltene Türme dieser Epoche.
Der Sinzenhofer Turm steht dabei direkt neben der östlichen Toranlage.
Daneben hat sich auch die 800 Meter lange Ringmauer erhalten. Toranlage und Ringmauer sind ebenfalls salischen Ursprungs.
Im Süden findet sich der kleinere „Pulverturm“ aus staufischer Zeit.
Daneben sind der später erbaute „Getreidekasten“ und andere Wirtschaftsgebäude erhalten.
Von weiteren Bauten aus späterer Zeit existieren teils noch Fundamente und Keller.